# Una storia d'amore e di desiderio
Una storia d'amore e di desiderio (Une histoire d'amour et de désire) è un film del 2021 diretto da Leyla Bouzid.

## Trama
Ahmed è un ragazzo di 18 anni cresciuto nei sobborghi di Parigi. All'università conosce Farah, una ragazza tunisina appena trasferitasi in città. Mentre comincia a scoprire una letteratura araba sensuale Ahmed si innamora di Farah e cercherà in tutti i modi di resistere al desiderio.

## Distribuzione
Il film è stato distribuito nelle sale cinematografiche italiane a partire dal 25 marzo 2022.